# Ulrik Kirkely
Ulrik "Spåne" Kirkely (født 5. januar 1972) er en dansk håndboldtræner der fra sommeren 2023 og frem til marts 2024 var cheftræner i den ungarske storklub Gyori Audi ETO, hvorfra han blev fyret i midten af marts 2024.
Han har tidligere været klubtræner for Tved, Gudme HK, Team Sydhavsøerne og KIF Vejen, samt landstræner for Bahrain og Saudi Arabien, som han begge kvalificerede til en VM-slutrunde. Han var assisterende landstræner på det danske kvindelandshold fra 2012 til 2015, under Jan Pytlick.
I februar 2015 blev han midlertidig træner for Randers HK, da de fyrede deres træner, Mads Brandt. Ikke meget mere end en måned senere annoncerede han, at han ikke ville fortsætte i klubben efter sæsonen.
Derefter blev han igen assistenttræner under Pytlick; denne gang i Odense Håndbold. Han var i denne position fra 2015 til 2017. Han var også landstræner for Japans kvindehåndboldlandshold fra 30. juni 2017, indtil efter Sommer-OL 2020 i Tokyo.
Fra sommeren 2020 var han cheftræner for Odense Håndbold, med hvem han vandt to danske mesterskaber i 2021 og 2022 og en pokaltitel i 2020.
I december 2022 skrev han kontrakt med den ungarske storklub og mange dobbelte Champions League-vinder Győri Audi ETO KC, fra sommeren 2023. Han blev fyret efter kun en sæson, efter klubben tabte den ungarske pokalfinale. Hans assistenttræner, danske Kristian Danielsen, blev også fyret i samme omgang.